# Mönchsajchany Cerenlcham
Mönchsajchany Cerenlcham (mong. Мөнхсайханы Цэрэнлхам, ur. 13 marca 1996) – mongolska koszykarka, reprezentantka kraju w koszykówce 3×3 i w koszykówce plażowej, olimpijka z Tokio 2020.

## Kariera
Z reprezentacją Mongolii w koszykówce 3x3 uzyskała następujące wyniki:
| Impreza                                 | Rok  | Miejsce  | Pozycja     |                      |      |       |            |
| --------------------------------------- | ---- | -------- | ----------- | -------------------- | ---- | ----- | ---------- |
| Impreza                                 | Rok  | Miejsce  | Pozycja     | Igrzyska olimpijskie | 2020 | Tokio | 8. miejsce |
| Igrzyska azjatyckie                     | 2018 | Dżakarta | 12. miejsce |                      |      |       |            |
| Mistrzostwa świata w koszykówce 3x3 U23 | 2018 | Xi’an    | 18. miejsce |                      |      |       |            |
| Mistrzostwa świata w koszykówce 3x3 U23 | 2019 | Lanzhou  | 6. miejsce  |                      |      |       |            |